# Cidade subterrânea de Derinkuyu
A cidade subterrânea de Derinkuyu (derˈinkuju) também conhecida como Elengubu (grego da Capadócia: Μαλακοπή Malakopi; em turco:  Derinkuyu Yeraltı Şehri) é uma antiga cidade subterrânea perto da moderna cidade de Derinkuyu na província de Nevşehir, Turquia, estendendo-se a uma profundidade de cerca de 85 metros (280 pé).
É grande o suficiente para abrigar até 20.000 pessoas, juntamente com seus rebanhos de gado e alimentos. É a maior cidade subterrânea escavada do mundo e um dos vários complexos subterrâneos encontrados em toda a Capadócia.

## Características

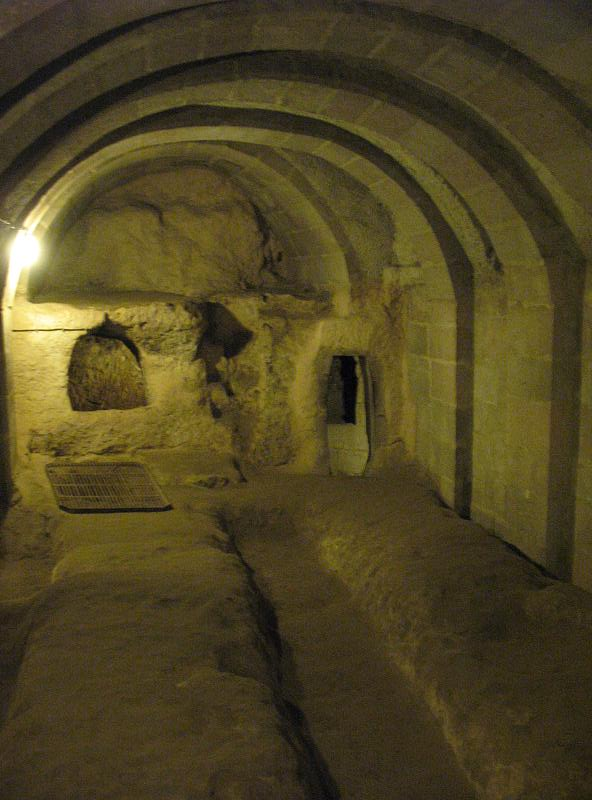
Sala com teto abobadado, possivelmente uma escola

Escavada em rocha vulcânica, a sua arquitetura é um tanto rudimentar, embora fossem usados sistemas engenhosos para bloquear a entrada de intrusos, como rodas esculpidas em uma rocha. Cada andar poderia ser fechado separadamente. A cidade podia acomodar até 20 mil pessoas e tinha conexões com outros complexos subterrâneos em toda a Capadócia, além de abrigar estábulos, refeitórios, capelas, cisternas, armazéns de alimentos e vários túneis formando um sistema de ventilação para que o ar entrasse e percorresse todos o níveis, até aos mais inferiores.
Exclusivo do complexo Derinkuyu e localizado no segundo andar, há um quarto espaçoso com teto abobadado. Foi relatado que esta sala era usada como escola religiosa e as salas à esquerda eram de estudos. Começando entre o terceiro e o quarto níveis há uma série de escadas verticais, que levam a uma igreja no nível mais baixo. Possui ao todo 445 quilômetros quadrados.

## História

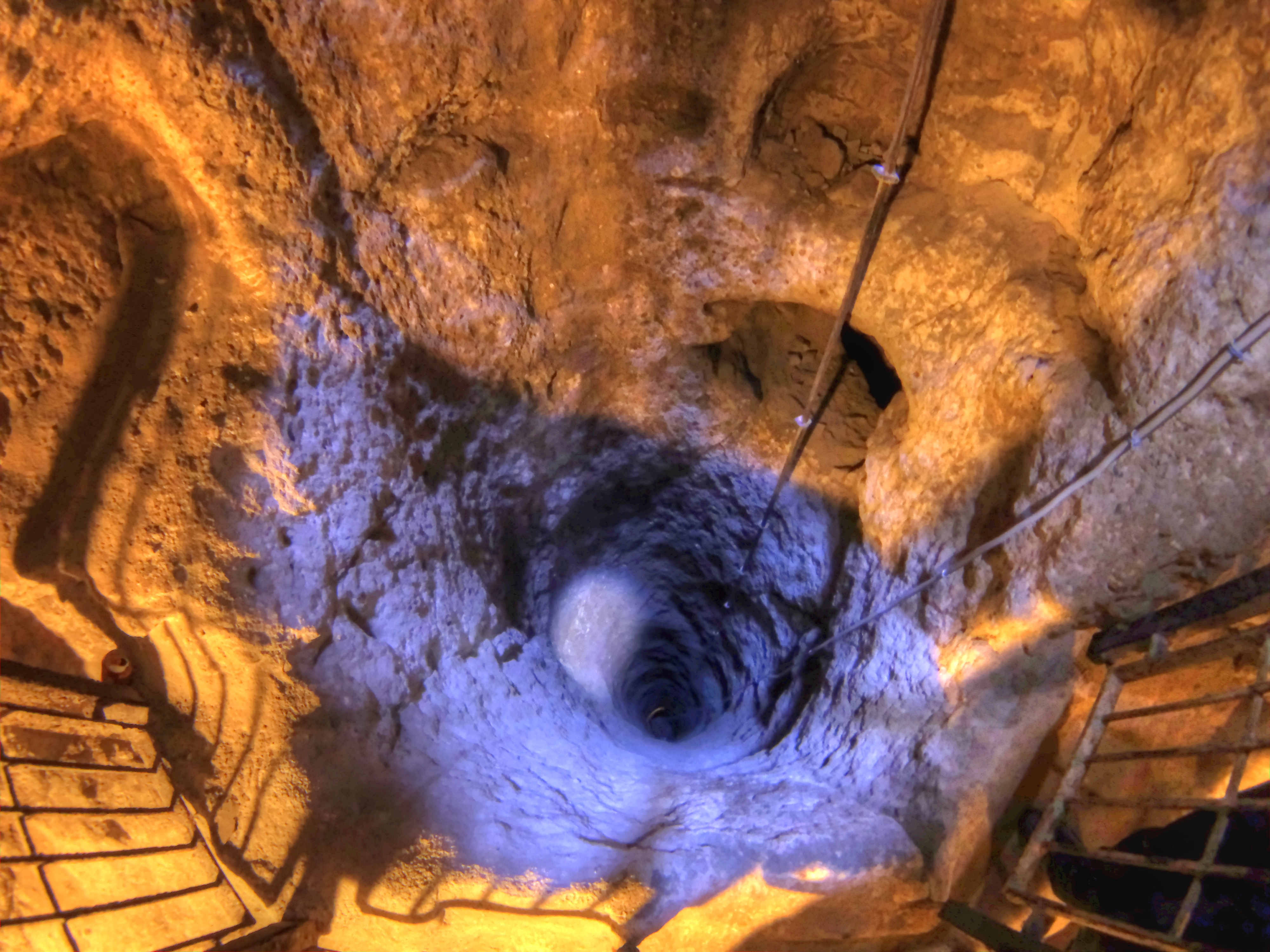
Um poço de ventilação profundo na cidade

As cavernas podem ter sido construídas inicialmente na rocha vulcânica macia da região da Capadócia pelos frígios nos séculos VIII a VII a.C.. Seus primeiros registros são de 370 a.C. Quando a língua frígia morreu na Roma Antiga e foi substituída pela língua grega, os habitantes expandiram suas cavernas para estruturas profundas de vários níveis, acrescentando capelas e inscrições gregas.
A cidade de Derinkuyu foi totalmente concluída na era do Império Bizantino, quando foi fortemente usada como proteção contra árabes entre 780–1180.
A cidade estava conectada com outra cidade subterrânea, Kaymakli, através de 8 a 9 quilômetros (cerca de 5 milhas) de túneis. Essas cidades continuaram a ser usadas pelos cristãos como proteção contra as incursões mongóis no século XIV.
Depois que a região caiu nas mãos dos otomanos (grego da Capadócia: καταφύγια), as cidades foram usadas como refúgio pelos muçulmanos turcos.: No século XX, as cidades subterrâneas ainda eram usadas pelos gregos e armênios da Capadócia para escapar de perseguições periódicas. Richard MacGillivray Dawkins, um linguista de Cambridge que conduziu pesquisas de 1909 a 1911 sobre os nativos de língua grega da Capadócia na área, registrou tal evento como tendo ocorrido em 1909: "Quando chegou a notícia do recente massacre de Adana, grande parte da população de Axo refugiou-se nestas câmaras subterrâneas, e por algumas noites não se aventurou a dormir acima do solo."
Em 1923, os últimos habitantes cristãos da região foram expulsos da Turquia e mudaram-se para a Grécia no intercâmbio populacional entre a Grécia e a Turquia, então os túneis foram abandonados.
Os túneis foram redescobertos acidentalmente em 1963 por um morador da área que encontrou um quarto misterioso atrás de uma parede durante a reforma de sua casa. Escavações adicionais revelaram o acesso à rede de túneis. Em 1969 o local foi aberto à visitação, apesar de apenas oito das dezenas de andares estarem abertos.